# 河手悦夫
河手 悦夫（かわて えつお、1947年3月27日 - ）は日本の大蔵官僚。関東財務局長などを務めた。

## 来歴
大阪府大阪市出身（父母は岡山県出身）。大阪府立北野高等学校、京都大学経済学部卒業。1970年 大蔵省入省（銀行局銀行課）。1975年7月 鳴門税務署長。
1989年6月 大阪国税局総務部長。1992年7月 東京国税局総務部長。1993年7月2日 大臣官房金融検査部審査課長。1994年7月1日 北海道財務局長。1995年5月26日 広島国税局長。1996年7月12日 国土庁長官官房審議官（計画・調整局担当）。1997年7月15日 関東財務局長。1998年6月30日 関東財務局長兼関東財務局総務部長事務取扱。同年7月7日 退官。
2000年10月1日 農畜産業振興事業団理事（〜2002年9月30日）。2003年10月1日 独立行政法人農業・生物系特定産業技術研究機構理事（民間研究促進業務担当）。

## 略歴
- 1970年4月：大蔵省入省（銀行局銀行課）。
- 1971年10月：名古屋国税局調査査察部。
- 1972年8月：大臣官房調査企画課。
- 1973年7月：通商産業省重工業局電子政策課。
- 1973年7月：通商産業省機械情報産業局電子政策課総括係長[4]。
- 1975年7月：鳴門税務署長。
- 1976年7月：大臣官房付（外務研修）。
- 1977年4月：外務省在ソ連日本大使館二等書記官。
- 1979年7月：銀行局特別金融課長補佐。
- 1980年7月：銀行局検査部管理課長補佐。
- 1981年7月：国税庁直税部所得税課長補佐。
- 1983年6月：神戸税関総務部長。
- 1985年6月：大臣官房企画官 兼 関税局総務課。
- 1986年6月：理財局総務課たばこ塩事業室長。
- 1987年7月：国土庁計画・調整局特別調整課長。
- 1989年6月：大阪国税局総務部長。
- 1991年6月：国税庁間税部酒税課長。
- 1991年7月：国税庁課税部酒税課長。
- 1992年7月：東京国税局総務部長。
- 1993年7月2日：大臣官房金融検査部審査課長。
- 1994年7月1日：北海道財務局長。
- 1995年5月26日：広島国税局長。
- 1996年7月12日：国土庁長官官房審議官（計画・調整局担当）。
- 1997年7月15日：関東財務局長。
- 1998年6月30日：関東財務局長 兼 関東財務局総務部長事務取扱。
- 1998年7月7日：退官。
- 2000年10月1日：農畜産業振興事業団理事（〜2002年9月30日）。
- 2003年10月1日：独立行政法人農業・生物系特定産業技術研究機構理事（民間研究促進業務担当）。